# Delta Force: Urban Warfare
Delta Force: Urban Warfare – komputerowa gra akcji wyprodukowana przez amerykańskie studio NovaLogic oraz wydana przez Rebellion Developments na platformę PlayStation 2 lipca 2002.

## Fabuła
Jednostka Delta Force musi powstrzymać terrorystów, chcących zbudować podręczną broń atomową.

## Rozgrywka
Gra została podzielona na 12 misji, które zostały zlokalizowane w różnych miastach. Gracz wciela się w postać jednostki Delta Force.